# Karolina Gočeva
Karolina Gočeva (Makedonsk:Каролина Гочева; født 28. april 1980 i Bitola) er en makedonsk sangerinde. Hun er bedst kendt internationalt ved at have repræsenteret sit hjemland hele to gange ved Eurovision Song Contest.
| Deltagelser i Eurovision Song Contest |                |               |       |       |
| År                                    | Land           | Sang          | Plads | Point |
| 2002                                  | Nordmakedonien | Od nas zavisi | 19    | 25    |
| 2007                                  | Nordmakedonien | Mojot svet    | 14    | 73    |